# Danh sách câu lạc bộ bóng đá ở Guinea Xích Đạo
Đây là danh sách không đầy đủ các câu lạc bộ bóng đá ở Guinea Xích Đạo.
Về danh sách đầy đủ, xem Thể loại:Câu lạc bộ bóng đá Guinea Xích Đạo

## Primera División(2014)

### Región Continental
| Câu lạc bộ                  | Thành phố  | Tỉnh       | Sân vận động  |
| --------------------------- | ---------- | ---------- | ------------- |
| AD Mongomo                  | Mongomo    | Wele-Nzas  |               |
| Águilas Verdes de Guadalupe | Bata       | Litoral    |               |
| Akonangui FC                | Ebebiyín   | Kié-Ntem   | Manuel Enguru |
| Campo Amor FC               |            |            |               |
| Deportivo Mongomo           | Mongomo    | Wele-Nzas  | La Libertad   |
| Dragón                      | Bata       | Litoral    | La Libertad   |
| Mesi Nkulu                  | Ebebiyín   | Kié-Ntem   | Manuel Enguru |
| Nsok Nsomo                  | Nsok       | Wele-Nzas  |               |
| Quince de Agosto            |            |            |               |
| Racing de Micomeseng        | Micomeseng | Kié-Ntem   |               |
| Real Sanidad                | Evinayong  | Centro Sur |               |
| Robella Inter               |            |            |               |

### Región Insular
| Câu lạc bộ          | Thành phố | Tỉnh        | Sân vận động      |
| ------------------- | --------- | ----------- | ----------------- |
| Ateneo              |           |             |                   |
| Atlético Malabo     | Malabo    | Bioko Norte | Estadio de Malabo |
| Atlético Semu       | Malabo    | Bioko Norte | Estadio de Malabo |
| Deportivo Ebenezer  | Luba      | Bioko Sur   | Estadio de Luba   |
| CD Unidad Malabo    | Malabo    | Bioko Norte | Estadio de Malabo |
| Inter Junior        |           |             |                   |
| Leones Vegetarianos | Malabo    | Bioko Norte | Estadio de Malabo |
| Real X              |           |             |                   |
| San Pablo de Nsork  | Nsork     | Wele-Nzas   | La Paz            |
| Santa Rosa          | Malabo    | Bioko Norte | La Paz            |
| Sony de Elá Nguema  | Malabo    | Bioko Norte | Estadio de Malabo |
| The Panthers        | Malabo    | Bioko Norte | Estadio de Malabo |

## Segunda División (2014)

### Bảng A
| Câu lạc bộ            | Thành phố | Tỉnh        | Sân vận động      |
| --------------------- | --------- | ----------- | ----------------- |
| Anastasia             |           |             |                   |
| Atlético Malabo B     | Malabo    | Bioko Norte | Estadio de Malabo |
| Deportivo Duma Duma   |           |             |                   |
| Leones Vegetarianos B | Malabo    | Bioko Norte | Estadio de Malabo |
| Leving Stong          |           |             |                   |
| Lombé                 | Luba      | Bioko Sur   |                   |
| Real Teka             |           |             |                   |

### Bảng B
| Câu lạc bộ        | Thành phố         | Tỉnh        | Sân vận động |
| ----------------- | ----------------- | ----------- | ------------ |
| Estrella Roja     |                   |             |              |
| Once Esperanzas   |                   |             |              |
| Real Basakato     | Basacato del Este | Bioko Norte |              |
| Real Castel       | Mongomo           | Wele-Nzas   |              |
| Real Felixtel     |                   |             |              |
| Real Rebola       | Rebola            | Bioko Norte |              |
| Real Villa        |                   |             |              |
| Recreativo Lamper |                   |             |              |
| San Kuma Sport    |                   |             |              |
| Santa Isabel      |                   |             |              |

## Các đội khác

### Giải thể hoặc không thi đấu hiện tại
- Café Band Sportif
- Renacimiento